# Cicindela parowana
Cicindela parowana este o specie de insecte coleoptere descrisă de Henry Frederick Wickham în anul 1905. Cicindela parowana face parte din genul Cicindela, familia Carabidae.

## Subspecii
Această specie cuprinde următoarele subspecii:
- C. p. parowana
- C. p. platti
- C. p. remittens
- C. p. wallisi